# N-07B
docomo SMART series N-07B（ドコモ スマート シリーズ エヌ ゼロ なな ビー）は、NECカシオ モバイルコミュニケーションズによって開発された、NTTドコモの第三世代携帯電話（FOMA）端末である。docomo SMART seriesの端末。

## 概要
2008年発売の「N705i」や2009年発売の「N-04A」に続き、デザイン家電のブランド「amadana」とのコラボレーションモデルで、本機種が第3弾となる。
閉じるとカーソルキーやテンキーが隠れるフルスライドデザインを採用し、N-04Aのユーザーの要望に応え、閉じたままのメール・iモード・フルブラウザの操作や音声通話の発信・着信応答ができるように改善された。また、側面から見ると弧を描くようにスライドするアークスライドデザインとなっているので、耳から口までのフェイスラインにぴったりフィットして、通話しやすく、画面も見やすい形状となっている。液晶面は薄くてもたわみが少なく、圧迫や衝撃に強い高強度強化ガラスを採用している。またN-04Aと比較して、スライド量を56mmから60mmに拡大したほか、ボタンも面積が約26%アップし、押しやすいフォルムに改良された。背面は万年筆のようなシグネチャを配し、高級感がありながらもシンプルなデザインとなっている。
4色のカラーバリエーションのうち、「amadana brown」は、試供品として、本革製のレザーケースとmicroSDカードリーダー/ライターを同梱。さらにレザー調のスペシャルリアカバー01を標準添付。小箱は専用のオリジナルパッケージで、本機種を納める専用トレーとして利用したり、小物入れとしても使えるように工夫がされている。
内蔵コンテンツには、TYCOON GRAPHICSによるグラフィックがプリセットされている。またデスクトップには、amadanaがセレクトした音楽やきせかえツール等のコンテンツや情報やサービスが満載の専用モバイルサイト「amadana CHANNEL」にアクセスできるショートカットが用意されており、本機種の購入特典として、オリジナルの着うたフル着信音が無償ダウンロードできる。
連続待受760時間の長時間バッテリーを採用するとともに、電池残量に応じて自動で省電力設定を調整することで実使用時間を延ばすことができる「ecoモード」を搭載する。

## 機能
閉じたままでワンセグやカメラなどを起動できるほか、メールの閲覧やiモードブラウザやフルブラウザ使用時のスクロールなどにも使用することができる「タッチセンサー」に加え、閉じた状態でクイックメニュー表示中にケータイを振るだけでワンセグ視聴やカメラ起動、音楽再生、ボイスレコーダーなど、あらかじめ登録してあるアプリケーションを一発起動できる「モーションアクセス」を搭載する。
有効画素数510万画素のメインカメラは、最短約0.8秒の瞬速起動と「クイックショット」機能により素早くカメラが起動し、わずか1.5秒の撮影間隔で撮影や保存が素早く行える。またフォーカスエリアの枠内で動く被写体に対して、カメラとの距離を検知してピントを合わせ続ける「コンティニュアスオートフォーカス」、夜景や薄暗い室内でも被写体ブレを抑えて明るく撮影できる「ISO12800高感度撮影」、トイカメラ風のフレームでアート風に加工された撮影が可能な「アートフォトモード」を搭載する。人物、風景、夜景、夕景、料理といったさまざまな撮影シーンを自動で判別して、PictMagic IVで最適な画質に調整するオート撮影モードは、従来の9種類から「花火」と「イルミネーション」の2種類が追加され、11種類に増えた。その他、水平に240度移動させるだけで縦撮影時最大3,792×480ドット、横撮影時最大2,928×480ドットのパノラマ撮影が可能である。撮影した写真をメールに添付し、事前に登録しておいた掲載先のブログやSNSにアップロードできる「簡単ブログアップ機能」、QVGAサイズで撮影した120fpsのハイスピードで撮影した動画を15fpsのスローモーションで再生できる「スピードムービー」、撮影・保存した写真や動画をまとめてシームレスに閲覧できる「メディアスビューア」、撮影後にiアプリ「フォト文字クリエイター」を起動して、写真の加工がすぐにできる「iアプリ連携」を搭載している。 
メール機能として、ソフトキー右上短押しで「返信」、長押しで「引用返信」と返信派・引用返信派どちらにも使い勝手の良い「かんたん引用返信」、書きかけのメールをデスクトップアイコンとして貼り付けられ、保存したメールが忘れることがなく、すぐに作成中のメール画面を開いて編集が続けられる「書きかけメール保存」、誕生日や記念日など、事前に日時を設定しておくだけで指定した日時にメール送信ができる「メール送信予約」、送られてきたデコメ絵文字を一括して全部あるいは保存した絵文字だけを選択して保存できる「デコメ絵文字選択/全保存」、圏外で送信できなかったメールを圏内に復帰すると自動で再送信する「圏内自動送信」、あらかじめ登録しておいた相手のメールアドレスの送受信メールをまとめて一括表示する「送受信BOX」を新たに搭載している。
また、文字フォントは、丸文字や明朝体、手書き風など7種類から選べ、メール入力中に表示されるデコメ絵文字や絵文字などの履歴数が1行から3行に拡大された。さらに、内蔵絵文字は1,500種類に増えた。
その他、ロック・セキュリティ機能は、メール・iモード・iアプリ、便利ツール・その他、電話機能・プロフィールを一括ロックする「個人情報一括ロック」、メール・iモード・iアプリ、便利ツール・その他、電話機能・プロフィール、発信・メール送信、着信・メール受信表示の中から好みの範囲でロックをかけられる「カスタマイズロック」、着信以外の操作を無効にする「ダイヤルロック」と様々な利用シーンに合わせて3つのロック機能を備えている。
| 主な対応サービス                   | 主な対応サービス                                                    | 主な対応サービス                       | 主な対応サービス                                     |
| ---------------------------------- | ------------------------------------------------------------------- | -------------------------------------- | ---------------------------------------------------- |
| タッチパネル                       | FOMAハイスピード7.2Mbps(受信)／5.7Mbps(送信)                        | Bluetooth                              | DCMX／おサイフケータイ                               |
| iアプリオンライン／地図アプリ      | 直感ゲーム／メガiアプリ                                             | iウィジェット                          | マチキャラ／iコンシェル                              |
| ホームU／ポケットU                 | GPS／ケータイお探し                                                 | デコメール／デコメ絵文字／デコメアニメ | iチャネル                                            |
| 着もじ／プッシュトーク             | テレビ電話／キャラ電                                                | ケータイデータお預かりサービス         | フルブラウザ                                         |
| おまかせロック／バイオ認証         | 外部メモリーへiモードコンテンツ移行／ユーザーデータ一括バックアップ | トルカ                                 | iC通信／iCお引越しサービス                           |
| きせかえツール／ダイレクトメニュー | バーコードリーダ／名刺リーダ                                        | 2in1                                   | エリアメール／ソフトウェアーアップデート自動更新     |
| GSM／3Gローミング（WORLD WING）    | 着うたフル／うた・ホーダイ                                          | Music&Videoチャネル／ビデオクリップ    | デジタルオーディオプレーヤー(WMA)(AAC)(SDオーディオ) |

1. ↑  「しゃべる」に対応
2. ↑  インカメラがないため、相手の顔を見ながら、自画像を送信することはできない（メインカメラを利用して自画像を送信することは可能）。

## 搭載アプリ
以下のiアプリが購入時に端末にプリインストールされている。
| アプリ名                                   | 概要 |
| ------------------------------------------ | --- |
| ファミスタワイヤレス FM版                  | ユーザー同士の熱い対戦を楽しめる国民的野球ゲーム |
| リッジレーサーズVS trial version（体験版） | レースゲーム。新たにiアプリタッチ対応のBluetooth対戦ができるモードを追加。 |
| 音楽パズルルミネス                         | 音楽&プレイと連動したパズルゲーム |
| いっしょにデコ                             | お互いのFOMA端末をかざすだけで一緒に撮影した静止画にスタンプやデコレーションができるiアプリタッチ対応アプリ                                                                                           |
| iアバターメーカー                          | iアバターを作成するアプリ。 |
| フォト文字クリエイター                     | カメラで撮影した画像やデータBOX内の画像に、メッセージやスタンプ画像を貼り付けるなど、画像加工が簡単にできるアプリ                                                                                     |
| ドコモWebメール                            | パソコンからも、FOMA端末からも利用できるメールサービス「ドコモWebメール」のアプリ |
| i Bodymo アプリ                            | 「歩く」「食べる」など普段やっていることを楽しみながら続けられる健康サポートサービス「i Bodymo（iボディモ）」のアプリ                                                                                 |
| モバイルgoogleマップ                       | Googleマップを表示して地域情報やストリートビューなどを表示できるアプリ |
| 日英版しゃべって翻訳 for N                 | 音声入力により、主に旅行で使われる言葉を日本語から英語、英語から日本語に翻訳するアプリ |
| Gガイド番組表リモコン                      | テレビ番組表の表示やAVリモコンの機能を持ったアプリ |
| iD設定アプリ                               | おサイフケータイを使った、クレジット決済サービスiDの設定アプリ |
| DCMXクレジットアプリ                       | NTTドコモが提供するクレジットサービス、DCMXの設定アプリ |
| モバイルSuica登録用iアプリ                 | モバイルSuica契約用のiアプリ |
| iアプリバンキング                          | モバイルバンキングを簡単に利用するためのアプリ |
| マクドナルド トクするアプリ                | 日本マクドナルドのかざすクーポンなどを利用するためのアプリ |
| 地図アプリ                                 | GPSを利用して、目的地の検索や交通手段を使ったルートを表示するアプリ |
| 楽オク☆アプリ                              | 楽天オークション用のアプリ |
| iWウォッチ                                 | iウィジェット画面でグラフィカルに時計や電池残量を確認することができるアプリ |
| Start! iウィジェット                       | iウィジェットの使い方をムービーで見ることができるiアプリ |
| お天気予報ウィジェット for N               | 登録地域の雨レーダーと今日・明日の天気をいつでもチェックできるアプリ |
| 駅探 乗換案内                              | 発到着駅を入力するだけで最適経路を案内する駅探謹製のiウィジェット |
| コナミスポーツクラブ                       | コナミスポーツ&ライフのiウィジェット。同端末のアプリケーション「Enjoy Exercise」の歩数データをアップロード可能。                                                                                      |
| ROID ウィジェット2                         | モバイルサイト「ROID」の更新情報などを通知してくれるiウィジェット。 |
| 株価アプリ                                 | 指定銘柄の株価情報を表示するアプリ。 |
| かざす請求書                               | 毎月のドコモの利用料金の情報をおサイフケータイに取得し、請求書が無くてもコンビニエンスストアで決済できるアプリ。（本サービスはセブン-イレブンのみ対応。そのため、電子マネー「nanaco」での支払も可能） |
| FOMA通信環境確認アプリ                     | FOMAハイスピードエリアやマイエリアを利用できるかを確認することができるiアプリ。 |
| ドコモ料金案内                             | 通話料やパケット通信料の履歴を確認できるアプリ。 |
| モバイルAMCアプリ                          | おサイフケータイを利用して、ANAの各種サービスが利用できるアプリ。 |
| ビックポイント機能付きケータイ             | おサイフケータイを利用して、ビックカメラの「ビックポイントカード」として利用できるアプリ。 |
| ヨドバシゴールドポイントカード             | ヨドバシカメラの「ヨドバシゴールドポイントカード」として利用できるアプリ。 |

上記のアプリの他、ドコモマーケットなどから、様々なアプリケーションをダウンロードし利用することが可能となる。

### ワンセグ機能
- 字幕放送
- 視聴予約
- Gガイド番組表リモコンからの録画予約
- 外部メモリーへの録画

## 歴史
- 2010年5月18日 - F-06B・F-07B・F-08B・L-04B・N-04B・N-05B・N-06B・N-07B・N-08B・P-04B・P-05B・P-06B・P-07B・SH-02B marimekko・SH-07B・SH-08B・SH-09B・LYNX SH-10B・dynapocket T-01B・BlackBerry Bold 9700の開発及び一部機種の発売を発表。
- 2010年6月17日 - 発売。

## 不具合
2010年8月9日に以下の不具合の修正がソフトウェアの更新でなされた。
- デスクトップに貼り付けたiアプリのアイコンが、指定したiアプリのアイコンとは異なる表示となる場合がある。